# Karel Kohout
Karel Ignác Augustin Kohout, také Carolus Ignatius Augustinus Cohaut, nebo Karl Kohaut (pokřtěn 26. srpna 1726, Vídeň – 6. srpna 1784 tamtéž) byl rakouský loutnista, houslista, hudební skladatel a státní úředník českého původu.

## Život
Byl pokřtěn ve vídeňském svatoštěpánském dómu jako syn Jacoba Carla Kohauta (hudebníka z Prahy a dvorního hudebníka Františka Karla Schwarzenberga a jeho manželky Elizabeth, rozené Filade z Olomouce. Hudební vzdělání získal zřejmě u svého otce. Kromě houslí si překvapivě zvolil za svůj druhý hlavní nástroj loutnu. Překvapivě proto, že její obliba právě v době měla již klesající tendenci. Loutnistou a skladatelem byl také jeho mladší bratr Josef Kohout.
Z existenčních důvodů byl od roku 1758 koncipientem a od roku 1778 tajemníkem Císařské dvorní a státní kanceláře. Nicméně si získal značnou oblibu budoucího císaře Josefa II., který jej bral s sebou na své zahraniční cesty. Na oslavu Josefova zvolení císařem Svaté říše římské ve Frankfurtu nad Mohanem v roce 1764 zkomponoval dvě slavnostní kantáty a obdržel za ně od císaře zlaté hodinky. V roce 1766 byl císařem dokonce pasován na rytíře.
Na pravidelných nedělních akademiích pořádaných u barona Gottfried van Swieten poznal hudbu Palestriny a Johanna Sebastiana Bacha. Zde se také seznámil s Josephem Haydnem a Wolfgangem Amadeem Mozartem a společně s nimi i koncertoval.
V této době byl považován za nejlepšího vídeňského loutnistu. Jako skladatel zkomponoval velké množství skladeb pro loutnu v nejrůznějších kombinacích, od sólové loutny, přes komorní soubory až po koncerty s orchestrem.

## Dochovaná díla

### Orchestrální skladby
- 12 symfonií
- 7 loutnových koncertů
- Koncert pro kontrabas a orchestr D-dur

### Vokální skladby
- Applausus Mellicensis (kantáta)
- Securitas Germaniae (kantáta)
- 8 mší

### Komorní hudba
- Smyčcový kvartet
- 3 divertimenta pro loutnu, dvoje housle a basso continuo
- 5 divertiment pro loutnu
- Sonata pro loutnu
- Trio pro loutnu, housle a basso continuo
- 6 trií pro dvoje housle a basso continuo
- 7 partit pro dvoje housle a basso continuo
- Trio pro flétnu, housle a basso continuo